# Sveriges Lärarstudenter
Sveriges Lärarstudenter är en studerandefacklig intresseorganisation som bedriver studiesocial verksamhet och utbildningsbevakning. Organisationen riktar sig till lärarstudenter på alla nivåer, inklusive blivande förskollärare, grundskollärare, ämneslärare, och studie- och yrkesvägledare. Sveriges Lärarstudenter har som syfte att tillvarata lärarstudenters fackliga och utbildningsrelaterade intressen samt att verka för en högkvalitativ lärarutbildning i Sverige. Organisationen samlar 2024 cirka 30 000 medlemmar är Nordens största organisation för av sitt slag.

## Historik
Sveriges Lärarstudenter bildades som en del av Lärarnas Riksförbunds Studerandeförening (LR Stud) och Lärarförbundet Student, vilka tidigare var studerandeorganisationer inom sina respektive fackförbund. I samband med sammanslagningen av Lärarnas Riksförbund och Lärarförbundet, som resulterade i det nya fackförbundet Sveriges Lärare 2023, slogs dessa två studerandeföreningar ihop och bildade Sveriges Lärarstudenter.

## Organisation
Sveriges Lärarstudenter består av studerandeföreningar vid olika lärosäten där lärarutbildning bedrivs. Varje studerandeförening representerar sina medlemmar på det lokala planet och bedriver sin egen lokala verksamhet, vilket kan vara allt från studiesociala aktiviteter till påverkansarbete gentemot lärosätena. På nationell nivå representeras Sveriges Lärarstudenter av en styrelse som består av förtroendevalda representanter som är valda av organisationens kongress. Styrelsen arbetar med frågor som påverkar lärarutbildningarna nationellt, skolpolitiska frågor, anordnar fortbildning för medlemmar och erbjuder stöd till studerandeföreningarna lokalt.
Ordförande för Sveriges Lärarstudenter är för närvarande (2024) Adam Kedert.
Sveriges Lärarstudenter är en del av fackförbundet Sveriges Lärare, men formar och bedriver sin egen verksamhet. Dessutom är Sveriges Lärarstudenter en av 17 medlemssektioner i Saco studentråd.

## Kongress
Sveriges Lärarstudenter håller årliga kongresser där delegater från de olika studerandeföreningarna samlas för att diskutera organisationens framtida arbete, besluta om verksamhetsplan och politisk riktning samt välja en nationell styrelse.